# 丰都县
丰都县，原稱酆都，是中国重庆市下辖的一个县，位于重庆市中部，长江沿岸。傳說中丰都是一座“鬼”生活的城市，以“丰都鬼城”闻名于世。因三峡工程，位于名山街道的丰都旧县城被水淹没，县城迁至三合街道。

## 历史
东汉和帝永元二年（90年），分枳县地置平都县，治所倚平都山（名山），所以得名；三国蜀汉延熙十七年（254年），平都县并入临江县（今忠县），属益州巴郡；隋朝恭帝义宁二年（618年），自临江县分出置豐都县，隶临州；明朝洪武十三年（1380年）改名酆都县，隶重庆府忠州；1958年复改为丰都县。

## 文化

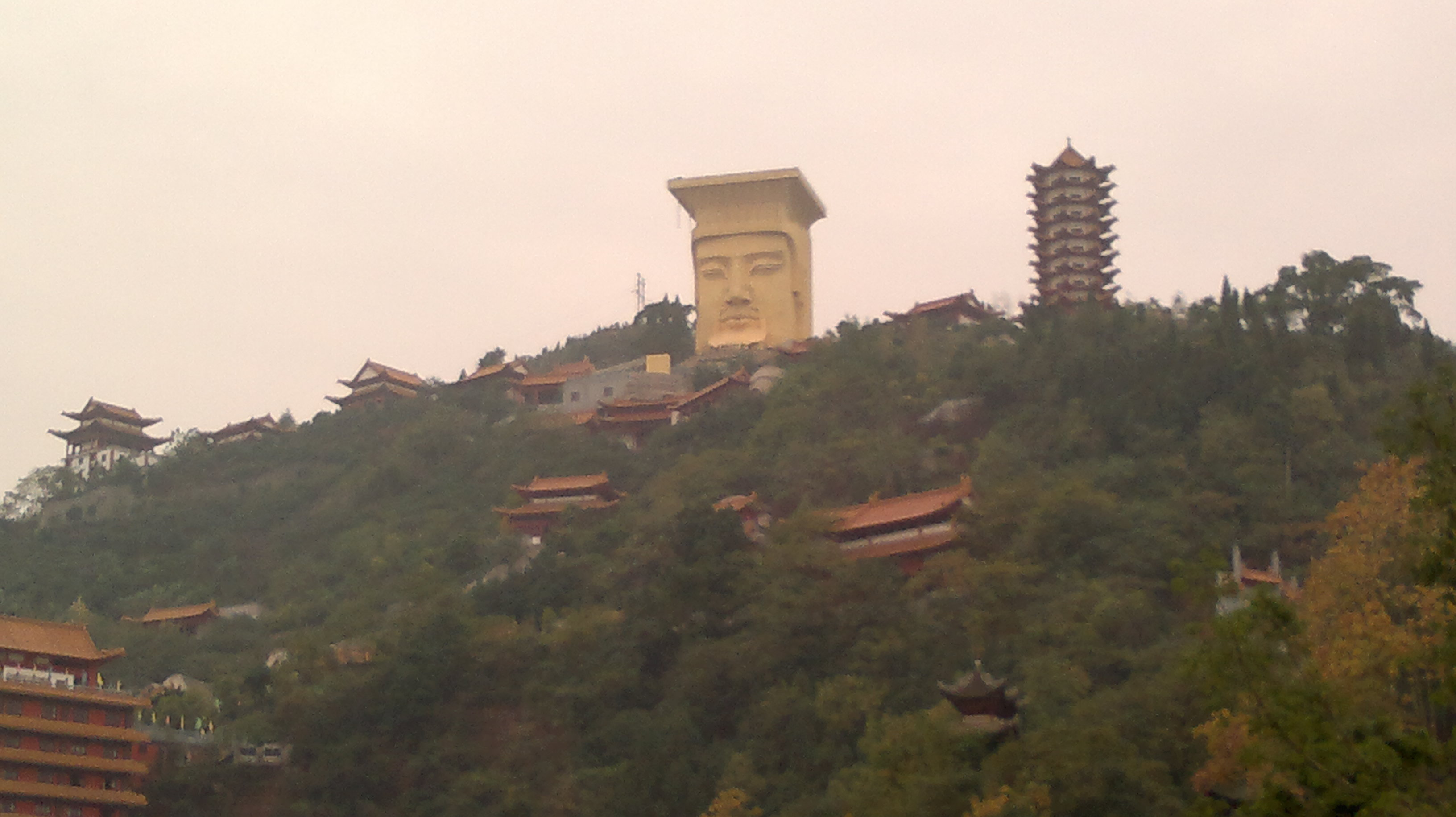
酆都鬼城

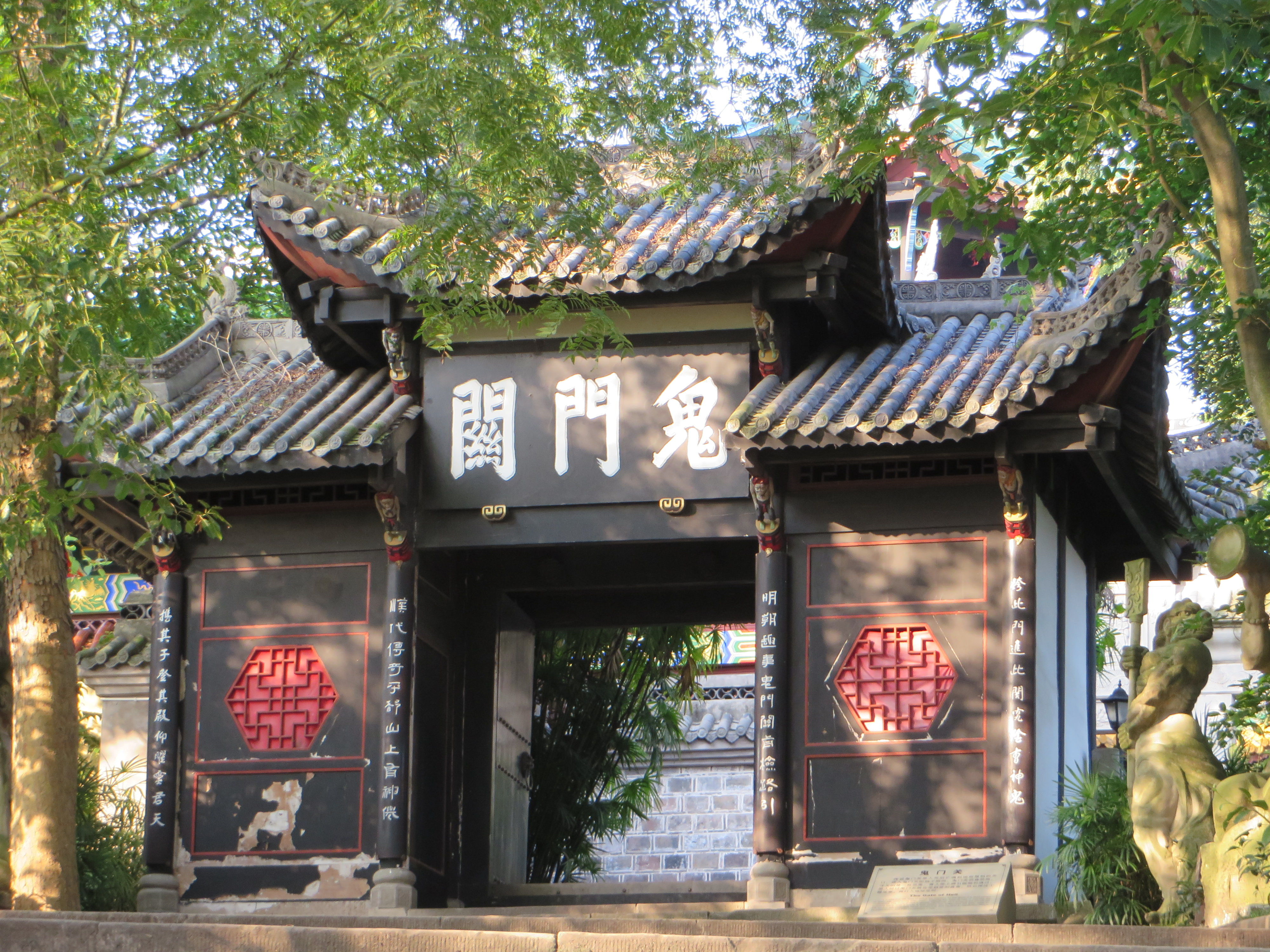
由鬼門關進入主題景區

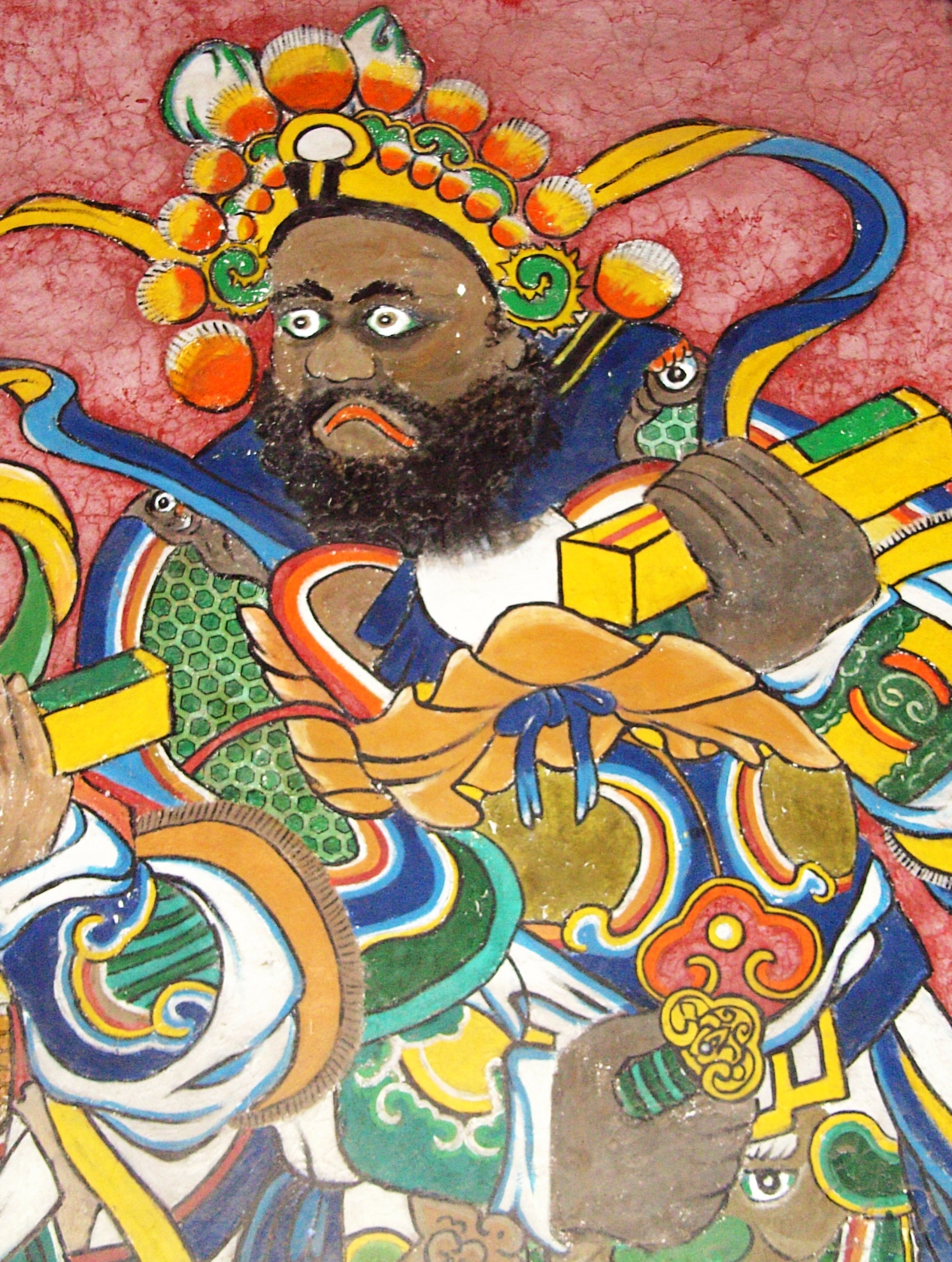
地獄判官頭像

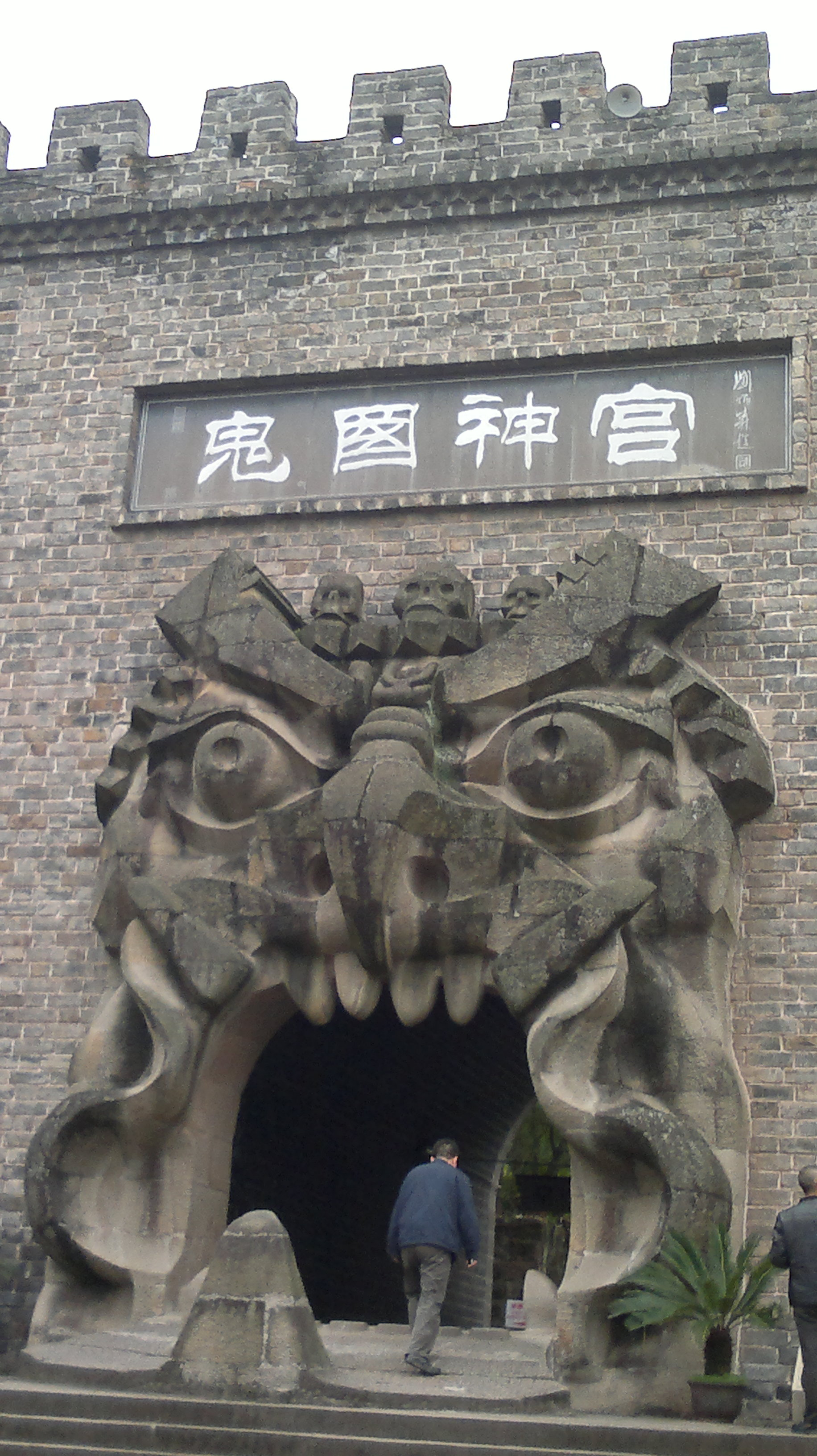
鬼國神宮

都被認為是鬼城是由於它的「酆」字與羅酆山的關係，陶弘景《真誥》說，在中國的北面有一處神秘荒蕪之地稱為「羅酆山」，該地被認定為亡靈的歸宿。後來，經道教、佛教和民間信仰各種奇異傳說互相移植，世人誤把四川酆都的「酆」字與羅酆山的「酆」字混為一談，遂把酆都定為鬼城，又有“阴曹地府”一说。

## 行政区划
丰都县下辖2个街道办事处、23个镇、5个乡：
三合街道、名山街道、虎威镇、社坛镇、三元镇、许明寺镇、董家镇、树人镇、十直镇、高家镇、兴义镇、双路镇、江池镇、龙河镇、武平镇、包鸾镇、湛普镇、南天湖镇、保合镇、兴龙镇、仁沙镇、龙孔镇、暨龙镇、双龙镇、仙女湖镇、青龙乡、太平坝乡、都督乡、栗子乡和三建乡。

## 人口
丰都总人口78万人，其中非农业人口13.01万人。

## 交通
拥有丰都长江大桥、丰都长江二桥、涪丰石高速公路、 348国道、 351国道、渝利铁路。
规划丰忠高速公路、丰武高速公路、汉渝高速公路、渝西高速铁路。

## 旅游
- 丰都鬼城：鬼城丰都是长江三峡黄金旅游线上著名热点，每年接待中外游客百万人次。
- 雪玉洞：是长江三峡国家级风景名胜区的一个景点，也是中国国家4A级旅游景区。
- 鬼王石刻：鬼王石刻位于历史文化名城——鬼城丰都，距码头九公里的石岭岗。
- 天堂山：天堂山景区位于鬼城名山风景区旁边，于2013年5月1日对外开放，为世界上最大玉皇大帝造像。

丰都鬼城一直是长江上游最重要景点之一，顺重庆港而下，所有旅游船都会在丰都港停留，重庆境内其他旅遊景点，能享受同等待遇的只有小三峽。但因为景点不够丰富，缺乏管理，旅游船在丰都港的停留时间一般只有数小时，少有过夜。因此，丰都本地的经济受惠于旅游并不大，尤其是新县城搬迁后，因离景区距离较远，更加难以吸引游客。
除了鬼城外，离丰都新城12公里外，新开发了一個“雪玉洞”，号称亚洲第一溶洞。由重庆丰都龙河旅游开发有限公司独资开发，占地15平方公里，总投资1.4亿元。但和鬼城一样，缺乏管理和长远规划，资金也是瓶颈之一。

### 全国重点文物保护单位
- 高家镇遗址
- 重庆冶锌遗址群
- 汇南墓群